# Hunting High and Low (álbum)
Hunting High and Low es el álbum debut de a-ha y el más vendido del grupo. El álbum fue lanzado por Warner Bros. Records en octubre de 1985 e incluye el sencillo de mayor éxito de a-ha, "Take on Me", así como "The Sun Always Shines on T.V." y el sencillo que dio nombre al álbum, "Hunting High and Low". El sello Rhino Entertainment lanzó en julio de 2010 una reedición expandida y remasterizada con motivo del 25.º aniversario del álbum y posteriormente en septiembre de 2015 una edición de lujo por el 30.º aniversario en formato libro.

## Lanzamiento y recepción
Hunting High and Low es el álbum más vendido y exitoso de a-ha, alcanzando la cifra de alrededor de 23.000.000 de copias vendidas en todo el mundo. Además, el álbum cuenta con el sencillo más vendido de a-ha, "Take On Me" que con sus cifras de 9.000.000 copias se ha convertido en uno de los sencillos más vendidos de la historia.
Algunas cifras y certificaciones correspondientes:
- Reino Unido: 900.000 copias, 3 Discos de Platino.
- Estados Unidos: 1.800.000 copias, Disco de Platino.
- Francia: 500.000 copias, 2 Discos de Platino.
- Argentina 100.000 copias, Disco de Platino.
- Alemania: 500.000 copias, Disco de Platino.
- Canadá: 200.000 copias, 2 Discos de Platino.
- Noruega 228.000 copias, 4 Discos de Platino.
- España: 100.000 copias, Disco de Platino.

## Lista de canciones
Muchas de las canciones de este álbum son de las más exitosas del grupo.

### Álbum original (1985)
| N.º   | Título                           | Escritor(es)                       | Duración |  |
| 1.    | «Take on Me»                     | Pål Waaktaar, Mags y Morten Harket | 3:52     |  |
| 2.    | «Train of Thought»               | Pål Waaktaar                       | 4:11     |  |
| 3.    | «Hunting High and Low»           | Pål Waaktaar                       | 3:43     |  |
| 4.    | «The Blue Sky»                   | Pål Waaktaar                       | 2:22     |  |
| 5.    | «Living A Boy's Adventure Tale»  | Pål Waaktaar y Morten Harket       | 5:00     |  |
| 6.    | «The Sun Always Shines on T.V.»  | Pål Waaktaar                       | 5:06     |  |
| 7.    | «And You Tell Me»                | Pål Waaktaar                       | 1:51     |  |
| 8.    | «Love Is Reason»                 | Mags y Pål Waaktaar                | 3:04     |  |
| 9.    | «I Dream Myself Alive»           | Mags y Pål Waaktaar                | 3:06     |  |
| 10.   | «Here I Stand and Face the Rain» | Pål Waaktaar                       | 4:30     |  |
| 36:39 |                                  |                                    |          |  |

### Deluxe Edition(2010)
| CD 1 (álbum original + bonus tracks) |                                                |          |  |
| N.º                                  | Título                                         | Duración |  |
| 11.                                  | «Take on Me» (Original 7" Version 1984)        | 3:18     |  |
| 12.                                  | «The Sun Always Shines on T.V.» (Extended Mix) | 7:09     |  |
| 13.                                  | «Train of Thought» (U.S. Mix)                  | 7:03     |  |
| 14.                                  | «Hunting High and Low» (Extended Remix)        | 6:03     |  |
| 23:33                                |                                                |          |  |

| CD 2 (maquetas, caras b y rarezas) |                                                             |                                    |          |  |
| N.º                                | Título                                                      | Escritor(es)                       | Duración |  |
| 1.                                 | «Take on Me» (Demo)                                         | Pål Waaktaar, Mags y Morten Harket | 3:11     |  |
| 2.                                 | «Train of Thought*» (Demo)                                  | Pål Waaktaar                       | 4:19     |  |
| 3.                                 | «Hunting High and Low» (Demo)                               | Pål Waaktaar                       | 3:08     |  |
| 4.                                 | «The Blue Sky» (Demo)                                       | Pål Waaktaar                       | 3:16     |  |
| 5.                                 | «Living a Boy's Adventure Tale» (Early Version)             | Pål Waaktaar y Morten Harket       | 5:15     |  |
| 6.                                 | «The Sun Always Shines on T.V.*» (Demo)                     | Pål Waaktaar                       | 4:08     |  |
| 7.                                 | «And You Tell Me» (Demo)                                    | Pål Waaktaar                       | 1:56     |  |
| 8.                                 | «Love Is Reason*» (Demo)                                    | Mags y Pål Waaktaar                | 2:22     |  |
| 9.                                 | «I Dream Myself Alive*» (Demo)                              | Mags y Pål Waaktaar                | 3:04     |  |
| 10.                                | «Here I Stand and Face the Rain*» (Demo)                    | Pål Waaktaar                       | 3:53     |  |
| 11.                                | «Stop! And Make Your Mind Up» (Demo)                        |                                    | 3:03     |  |
| 12.                                | «Driftwood»                                                 |                                    | 3:05     |  |
| 13.                                | «Dot the I»                                                 |                                    | 3:20     |  |
| 14.                                | «The Love Goodbye»                                          |                                    | 3:25     |  |
| 15.                                | «Nothing to It*»                                            |                                    | 3:42     |  |
| 16.                                | «Go to Sleep»                                               |                                    | 2:12     |  |
| 17.                                | «Monday Morning»                                            |                                    | 3:06     |  |
| 18.                                | «All the Planes that Come in on the Quiet*»                 |                                    | 3:03     |  |
| 19.                                | «Never Never»                                               |                                    | 3:16     |  |
| 20.                                | «What's that You're Doing to Yourself in the Pouring Rain*» |                                    | 2:39     |  |
| 21.                                | «You Have Grown Thoughtful Again*»                          |                                    | 2:28     |  |
| 22.                                | «Lesson One*» (Autumn 1982 "Take on Me" Demo)               |                                    | 2:41     |  |
| 23.                                | «Presenting Lily Mars»                                      |                                    | 2:57     |  |
| 73:29                              |                                                             |                                    |          |  |

| Bonus tracks (solo digital) |                                                     |                                   |          |  |
| N.º                         | Título                                              | Escritor(es)                      | Duración |  |
| 1.                          | «The Sun Always Shines on T.V.» (Versión extendida) | Pål Waaktaar                      | 8:27     |  |
| 2.                          | «Take on Me (*)» (Instrumental Mix)                 | Pål Waaktaar, Mags, Morten Harket | 3:51     |  |
| 3.                          | «Hunting High and Low (*)» (Slow Version Demo)      | Pål Waaktaar                      | 4:37     |  |
| 4.                          | «Take on Me (*)» (1984 12" Mix)                     | Pål Waaktaar, Mags, Morten Harket | 4:46     |  |
| 21:41                       |                                                     |                                   |          |  |

(*) Inéditas hasta esta publicación.

### 30th Anniversary Edition(2015)
| CD 1 (álbum original) |                                  |                                    |          |  |
| N.º                   | Título                           | Escritor(es)                       | Duración |  |
| 1.                    | «Take on Me»                     | Pål Waaktaar, Mags y Morten Harket | 3:52     |  |
| 2.                    | «Train of Thought»               | Pål Waaktaar                       | 4:11     |  |
| 3.                    | «Hunting High and Low»           | Pål Waaktaar                       | 3:43     |  |
| 4.                    | «The Blue Sky»                   | Pål Waaktaar                       | 2:22     |  |
| 5.                    | «Living A Boy's Adventure Tale»  | Pål Waaktaar y Morten Harket       | 5:00     |  |
| 6.                    | «The Sun Always Shines on T.V.»  | Pål Waaktaar                       | 5:06     |  |
| 7.                    | «And You Tell Me»                | Pål Waaktaar                       | 1:51     |  |
| 8.                    | «Love Is Reason»                 | Mags y Pål Waaktaar                | 3:04     |  |
| 9.                    | «I Dream Myself Alive»           | Mags y Pål Waaktaar                | 3:06     |  |
| 10.                   | «Here I Stand and Face the Rain» | Pål Waaktaar                       | 4:30     |  |
| 36:39                 |                                  |                                    |          |  |

| CD 2 (maquetas 1982-1984) |                                                            |              |          |  |
| N.º                       | Título                                                     | Escritor(es) | Duración |  |
| 1.                        | «Lesson One» (Autumn 1982 "Take on Me" Demo)               |              | 2:42     |  |
| 2.                        | «Presenting Lily Mars»                                     |              | 2:58     |  |
| 3.                        | «Så Blåser det på Jorden» (Naersnes Demo)                  |              | 2:35     |  |
| 4.                        | «The Sphinx» (Naersnes Demo)                               |              | 3:28     |  |
| 5.                        | «Living A Boy's Adventure Tale» (Naersnes Demo)            |              | 3:46     |  |
| 6.                        | «Dot the I»                                                |              | 3:21     |  |
| 7.                        | «The Love Goodbye»                                         |              | 3:25     |  |
| 8.                        | «Nothing to It»                                            |              | 3:43     |  |
| 9.                        | «Go to Sleep»                                              |              | 2:13     |  |
| 10.                       | «Train of Thought» (Demo)                                  |              | 4:20     |  |
| 11.                       | «Monday Mourning»                                          |              | 3:06     |  |
| 12.                       | «All the Planes that Come in on the Quiet»                 |              | 3:04     |  |
| 13.                       | «The Blue Sky» (Demo)                                      |              | 3:27     |  |
| 14.                       | «You Have Grown Thoughtful Again»                          |              | 2:29     |  |
| 15.                       | «What's that You're Doing to Yourself in the Pouring Rain» |              | 2:39     |  |
| 16.                       | «Take on Me» (Demo)                                        |              | 3:12     |  |
| 17.                       | «Hunting High and Low» (Demo)                              |              | 3:09     |  |
| 18.                       | «I Dream Myself Alive» (Demo)                              |              | 3:04     |  |
| 19.                       | «And You Tell Me» (Demo)                                   |              | 1:54     |  |
| 20.                       | «Here I Stand and Face the Rain» (Demo)                    |              | 3:54     |  |
| 21.                       | «Love Is Reason»                                           |              | 2:23     |  |
| 22.                       | «The Blue Sky» (2nd Demo)                                  |              | 3:16     |  |
| 23.                       | «Never Never»                                              |              | 3:16     |  |
| 24.                       | «The Sun Always Shines on T.V.» (Demo)                     |              | 4:08     |  |
| 25.                       | «Presenting Lily Mars» (Rendezvous Demo)                   |              | 3:28     |  |

| CD 3 (sencillos, versiones extendidas y caras b) |                                                         |                                    |          |  |
| N.º                                              | Título                                                  | Escritor(es)                       | Duración |  |
| 1.                                               | «Take on Me» (Original 7" Version 1984)                 | Pål Waaktaar, Mags y Morten Harket | 3:17     |  |
| 2.                                               | «Take on Me» (1984 12" Mix)                             | Pål Waaktaar, Mags y Morten Harket | 3:47     |  |
| 3.                                               | «Stop! And Make You Mind Up»                            |                                    | 3:02     |  |
| 4.                                               | «Take on Me» (1985 12" Mix)                             | Pål Waaktaar, Mags y Morten Harket | 4:49     |  |
| 5.                                               | «Take on Me» (Instrumental Mix)                         | Pål Waaktaar, Mags y Morten Harket | 5:00     |  |
| 6.                                               | «The Sun Always Shines on T.V.» (7" Mix)                | Pål Waaktaar                       | 4:46     |  |
| 7.                                               | «The Sun Always Shines on T.V.» (1st Versión extendida) | Pål Waaktaar                       | 7:09     |  |
| 8.                                               | «Driftwood»                                             |                                    | 3:06     |  |
| 9.                                               | «The Sun Always Shines on T.V.» (2nd Versión extendida) | Pål Waaktaar                       | 8:25     |  |
| 10.                                              | «The Sun Always Shines on T.V.» (Instrumental)          | Pål Waaktaar                       | 6:37     |  |
| 11.                                              | «Train of Thought» (7" Remix)                           | Pål Waaktaar                       | 4:17     |  |
| 12.                                              | «Train of Thought» (U.S. Remix)                         | Pål Waaktaar                       | 7:04     |  |
| 13.                                              | «Train of Thought» (Dub Mix)                            | Pål Waaktaar                       | 8:34     |  |
| 14.                                              | «Hunting High and Low» (7" Remix)                       | Pål Waaktaar                       | 3:47     |  |
| 15.                                              | «Hunting High and Low» (Extended Remix)                 | Pål Waaktaar                       | 6:02     |  |

| CD 4 (remezclas alternativas inéditas) |                                                       |                                    |          |  |
| N.º                                    | Título                                                | Escritor(es)                       | Duración |  |
| 1.                                     | «Take on Me» (Video Version)                          | Pål Waaktaar, Mags y Morten Harket | 3:44     |  |
| 2.                                     | «Train of Thought» (Early Mix)                        | Pål Waaktaar                       | 4:12     |  |
| 3.                                     | «Hunting High and Low» (Early Mix)                    | Pål Waaktaar                       | 3:43     |  |
| 4.                                     | «The Blue Sky» (Alternate Long Mix)                   | Pål Waaktaar                       | 3:41     |  |
| 5.                                     | «Living A Boy's Adventure Tale» (Early Mix)           | Pål Waaktaar y Morten Harket       | 4:54     |  |
| 6.                                     | «The Sun Always Shines on T.V.» (Alternate Early Mix) | Pål Waaktaar                       | 5:49     |  |
| 7.                                     | «And You Tell Me» (Early Mix)                         | Pål Waaktaar                       | 1:55     |  |
| 8.                                     | «Love Is Reason» (Early Mix)                          | Mags y Pål Waaktaar                | 3:01     |  |
| 9.                                     | «Dream Myself Alive» (Early "NYC" Mix)                | Mags y Pål Waaktaar                | 3:06     |  |
| 10.                                    | «Here I Stand and Face the Rain» (Early Mix)          | Pål Waaktaar                       | 5:06     |  |

| DVD (vídeos) |                                   |          |  |
| N.º          | Título                            | Duración |  |
| 1.           | «Take on Me» (1985 Version)       |          |  |
| 2.           | «The Sun Always Shines on T.V.»   |          |  |
| 3.           | «Train of Thought»                |          |  |
| 4.           | «Hunting High and Low»            |          |  |
| 5.           | «Take on Me» (1984 Version)       |          |  |
| 6.           | «Take on Me» (1985 Alternate Cut) |          |  |

## Realización
Producido por Tony Mansfield, excepto pistas 1 y 5 producidas por Alan Tarney y pista 8 por John Ratcliff con a-ha.
Mezclado por John Ratcliff, excepto pistas 3 y 5 mezcladas por John Ratcliff con a-ha.
Grabado en MXM Studios, P.S. Studios, Wolf Cousins Studios, Estocolmo, Suecia
Mezclado en MXM Studios, Estocolmo, Suecia
Masterizado originalmente (LP) por Bobby Hata en K Disc Mastering, Hollywood.
Remasterizado en CDD (Compact Digital Disc) por WCI Record Group.
Fotografía de Just Loomis. Dirección de arte por Jeffrey Kent con Jeri McManus. Diseño de Jeri McManus.
Claire Jarvis: oboe en la pista 5 y 6.

## Promoción
En junio de 1986 a-ha inició su primera gira mundial. La gira promocionaba además su segundo álbum Scoundrel Days. Fue la gira más grande de a-ha, con mayor número de conciertos de su carrera.

### Sencillos
| Año  | Título |
| ---- | --- |
| 1985 | "Love Is Reason" - Lanzamiento: abril. - Formatos: 7".                                                              |
| 1985 | "Take on Me" - Lanzamiento: 5 de abril / 16 de septiembre. - Formatos: 7", 12". - Copias vendidas: 9 millones.      |
| 1985 | "The Sun Always Shines on T.V." - Lanzamiento: 16 de diciembre. - Formatos: 7", 12". - Copias vendidas: 5 millones. |
| 1986 | "Train of Thought" - Lanzamiento: 24 de marzo. - Formatos: 7", 12". - Copias vendidas: 500.000                      |
| 1986 | "Hunting High and Low" - Lanzamiento: 2 de junio. - Formatos: 7", 12". - Copias vendidas: 2.5 millones.             |

### Vídeos musicales
| Año  | Título                          | Director                              | Disponibilidad                   |
| ---- | ------------------------------- | ------------------------------------- | -------------------------------- |
| 1985 | "Take on Me"                    | Steve Barron                          | Headlines and Deadlines a-ha.com |
| 1985 | "The Sun Always Shines on T.V." | Steve Barron                          | Headlines and Deadlines          |
| 1986 | "Train of Thought"              | Candice Reckinger y Michael Patterson | Headlines and Deadlines a-ha.com |
| 1986 | "Hunting High and Low"          | Steve Barron                          | Headlines and Deadlines a-ha.com |